# 慰安婦問題と南京事件の真実を検証する会
慰安婦問題と南京事件の真実を検証する会（いあんふもんだいとなんきんじけんのしんじつをけんしょうするかい）は、日本の超党派の議員連盟。当初は民主党内の議員連盟であった。

## 経緯
アメリカ合衆国議会の下院で、戦前の慰安婦に対する日本政府の謝罪を求める決議案（アメリカ合衆国下院121号決議）が議論されていることに対し、強制連行について「旧日本軍・政府の関与はなかった」という立場から、「河野談話」の見直しを内閣総理大臣に提言することを目的として2007年3月に発足した。同年6月、米国『ワシントン・ポスト』に慰安婦に関する意見広告（「THE FACTS」）が掲載された際には、この会から多くの議員が賛同した。
南京事件に関しても真実の検証を呼びかけており、定期的に勉強会を開いている。南京事件に関する映画「南京の真実」にもこの会から多くの賛同者が出ている。
旧民主党内の議員を中心に参加者は20人ほどいた。

## 参加議員
括弧内は現在の党派。
衆議院
- 会長：渡辺周（立憲民主党）
- 長島昭久（自由民主党）
- 松原仁（無所属）
- 笠浩史（立憲民主党）
- 小宮山泰子（立憲民主党）
- 牧義夫（立憲民主党）
- 北神圭朗（有志の会）
- 市村浩一郎（日本維新の会）
- 河村たかし（日本保守党）

参議院
- 松下新平（自由民主党）
- 田名部匡代（立憲民主党）

## 参加していた議員
- 鷲尾英一郎（元事務局長）
- 石関貴史
- 大江康弘
- 芝博一
- 鈴木克昌
- 田村謙治
- 神風英男
- 三谷光男
- 吉田泉